# Велька Пака
Велька Пака (словац. Veľká Paka, угор. Nagypaka, нім. Großkapeln) — село, громада в окрузі Дунайська Стреда, Трнавський край, західна Словаччина. Кадастрова площа громади — 18,36 км². Населення — 964 особи (за оцінкою на 31 грудня 2017 р.).
Знаходиться за ~18 км на захід від адмінцентра округу міста Дунайська Стреда.

## Історія
Перша згадка датується в діапазоні 1205—1235 років як Paka. Історичні назви: з 1367-го року як Ighazaspaka, з 1388 — Eghazaspaka, з 1493 — Naghpathaka, з 1773 — Nagy Paka, з 1920-го — Veľká Paka, угор. Nagypaka, нім. Grosskapeln.
1828-го року в селі 56 будинків та 408 мешканців.
1938–45 рр під окупацією Угорщини.

## Географія
Висота в центрі села 125 м, у кадастрі від 123 до 126 м над рівнем моря. Велька Пака розташоване на Дунайській низині в центральній частині Житнього острова. Має чорноземні ґрунти.
Мікрорайони (поселення) в складі громади, які були приєднані до неї 1940-го року:
- Čukárska Paka (угор. Csukárpaka[hu]) 48°01′55″ пн. ш. 17°23′10″ сх. д.H G O.
- Mala Paka (угор. Kispaka[hu]) 48°02′50″ пн. ш. 17°23′25″ сх. д.H G O.

Протікає канал Томашов-Легниці.

## Транспорт
Автошлях (Cesty III. triedy) III/1377: I/63 — Кральов'янки — Легниці (II/572).
Залізнична станція Veľká Paka і зупинний пункт Mala Paka на лінії Братислава — Комарно.

## Населення
| Рік:            | 1994. | 2004.    | 2014.    | 2024.    |
| --------------- | ----- | -------- | -------- | -------- |
| Кількість осіб: | 644   | 745      | 927      | 1062     |
| Різниця:        |       | +15,68 % | +24,42 % | +14,56 % |

| Рік:            | 2023. | 2024.   |
| --------------- | ----- | ------- |
| Кількість осіб: | 1032  | 1062    |
| Різниця:        |       | +2,90 % |